# Sharovipteryx mirabilis
Sharovipteryx era un rettile vissuto nell'attuale Kirghizistan, nel Triassico, 210 milioni di anni fa. Il suo nome significa "ala di Sharov", in onore al paleontologo Aleksandr Grigorevich Sharov che trovò per primo i fossili di questo piccolo ma bizzarro animale.

## Descrizione

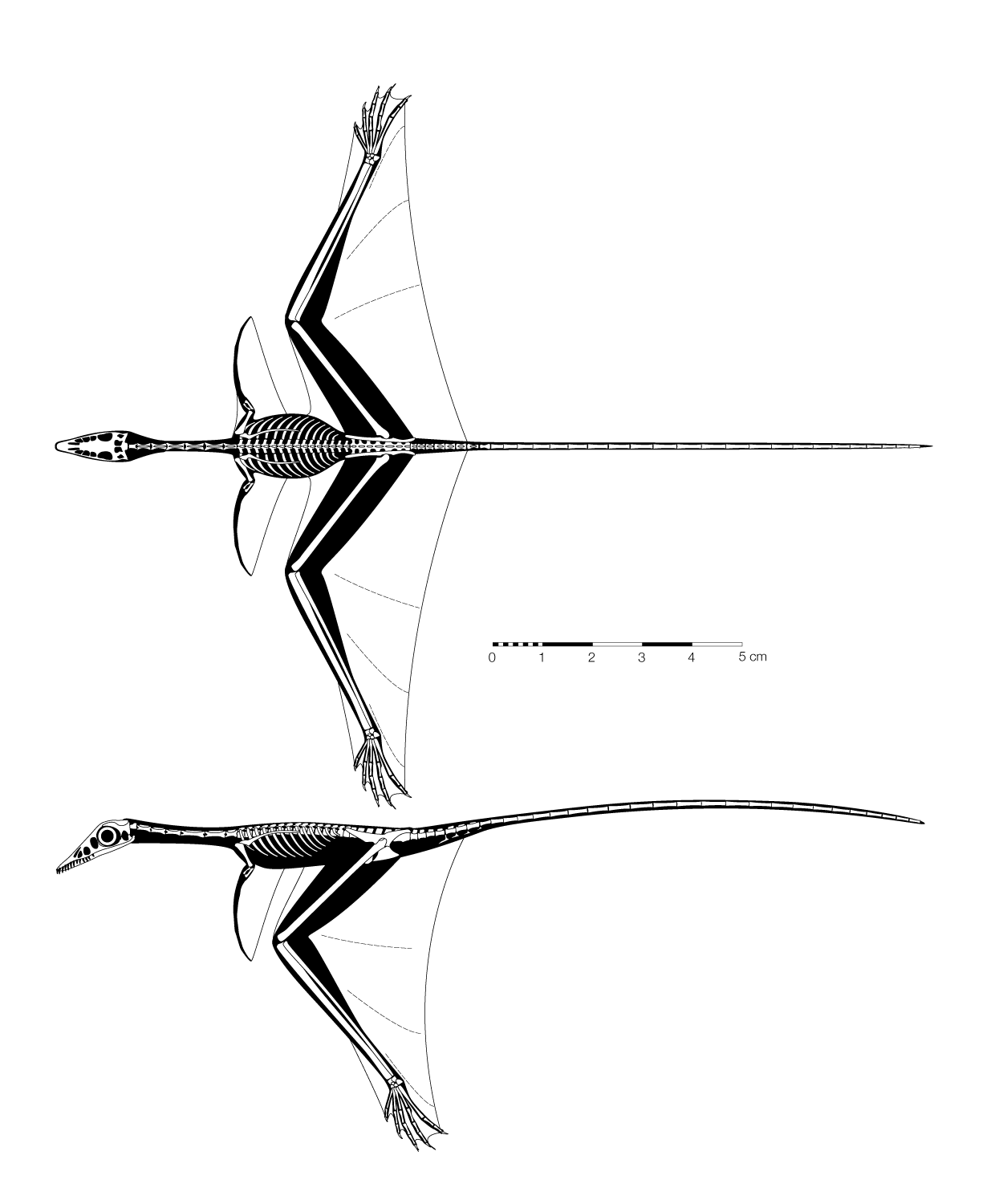
Diagramma scheletrico di Sharovipteryx mirabilis

Lungo poco più di una mano, questo rettile fin dal suo ritrovamento ha suscitato scalpore per la sua straordinaria caratteristica: quattro "ali", di cui le posteriori molto grandi, a differenza delle anteriori che erano invece molto piccole. A causa della somiglianza con essi, spesso viene indicato come un antenato degli pterosauri, ma ciò è ancora in discussione. Comunque fosse, si doveva comportare in maniera molto simile al più noto Microraptor, anch'esso munito di quattro "ali": posandosi sull'estremità di un ramo, aspettava che un insetto passasse per poi inseguirlo planando fino a terra. Una volta terminato il pasto, usava gli artigli delle zampe per scalare un altro albero e ripetere la stessa procedura.
Nel 2006, Dyke et al. hanno pubblicato uno studio sulla possibile tecnica di volo dello Sharovipteryx. Gli autori sostengono che l'uropatagio, che si estendeva dalle lunghe zampe posteriori alla coda, avrebbe fornito portanza in modo simile a quanto farebbe l'ala a delta di un aeroplano. Se anche i piccoli arti anteriori sostenevano una membrana, questi avrebbero potuto efficientemente controllare la stabilità del beccheggio, in modo simile ad alette canard.

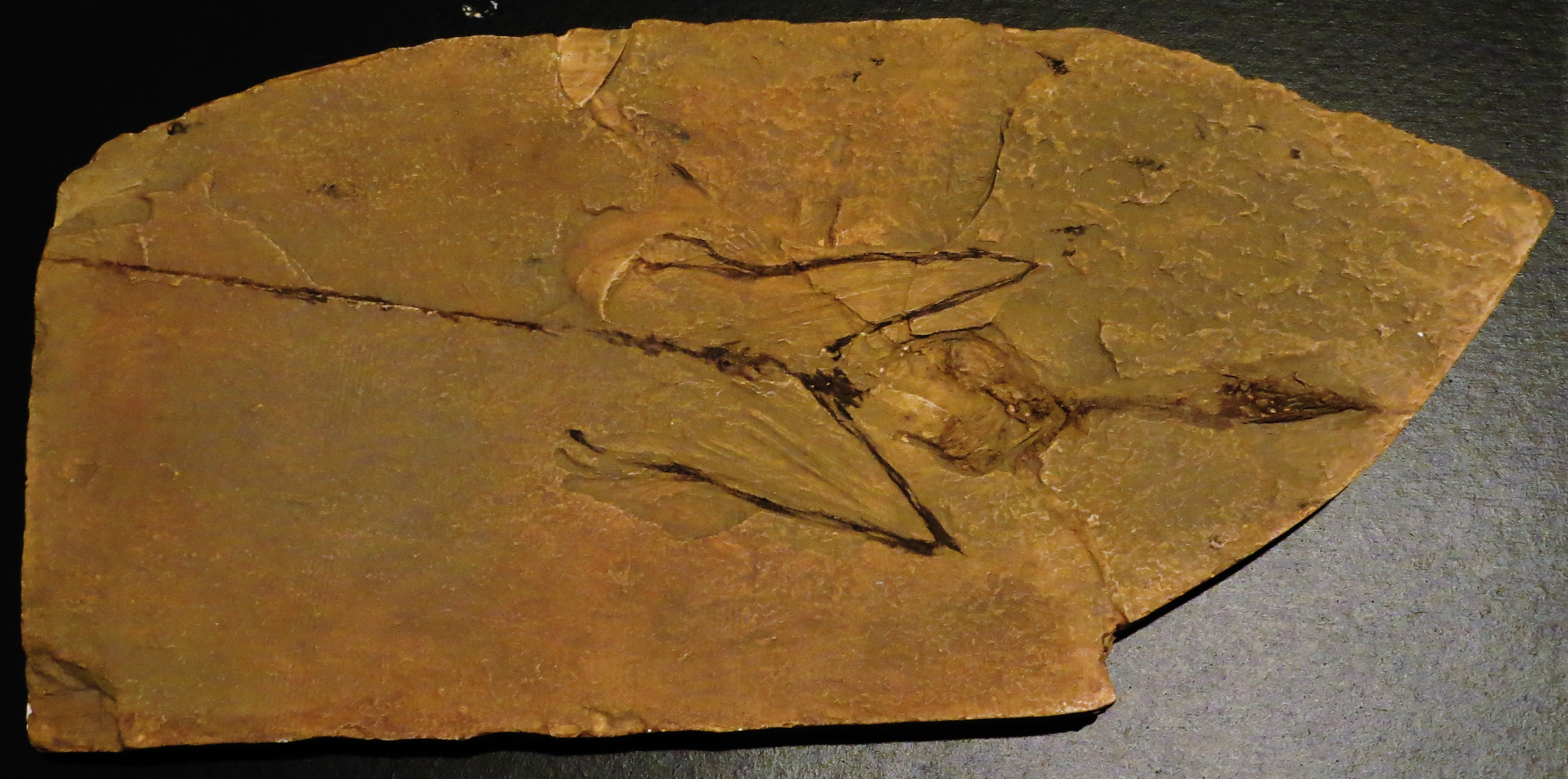
Fossile di Sharovipteryx mirabilis